# Riquet (Métro Paris)

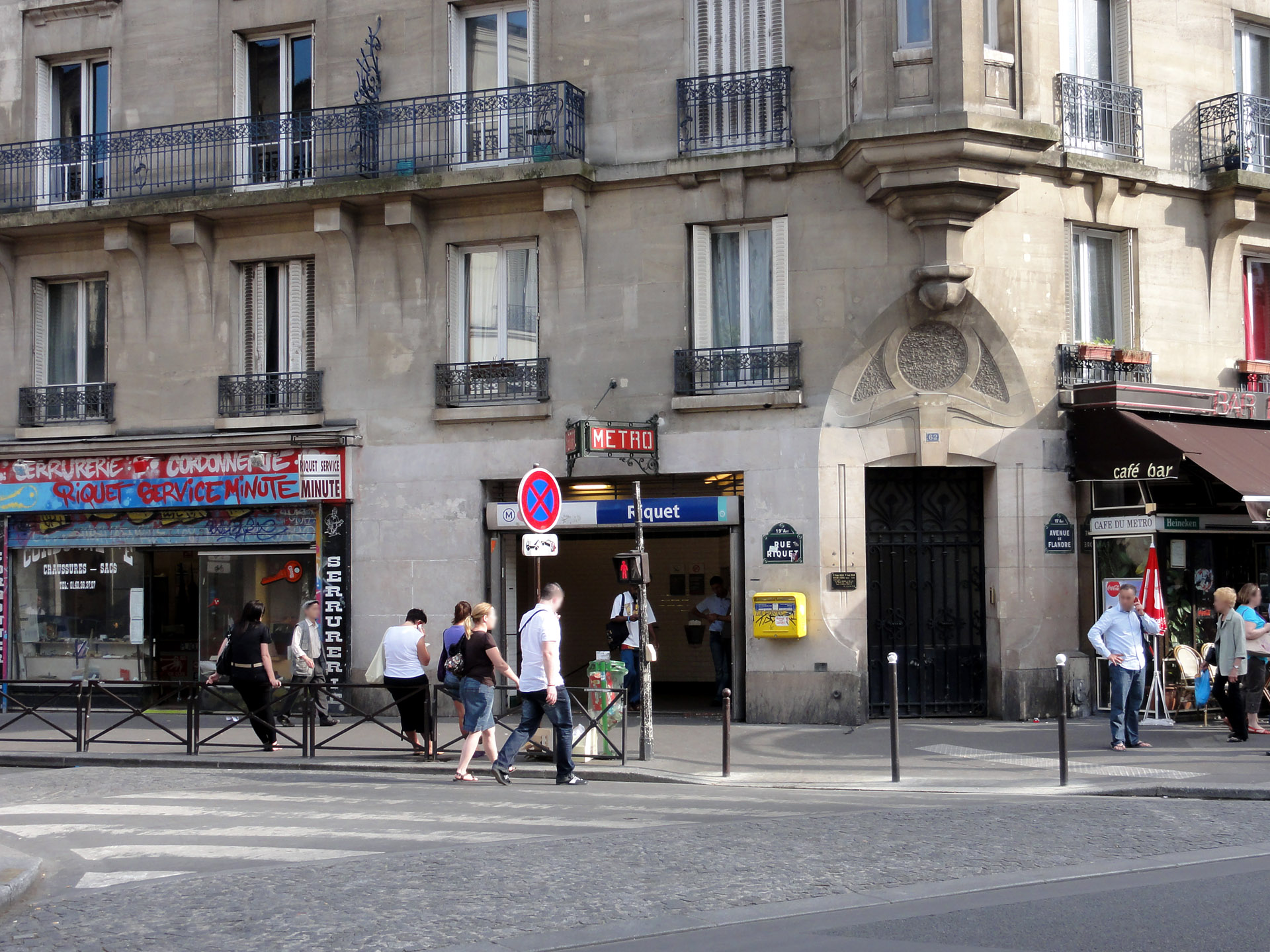
Zugang in einem Gebäude an der Ecke Avenue de Flandre / Rue Riquet

Der U-Bahnhof Riquet [ʁikɛ] ist eine unterirdische Station der Linie 7 der Pariser Métro.

## Lage
Die Station befindet sich im Quartier de la Villette des 19. Arrondissements von Paris. Sie liegt längs unter der Avenue de Flandre in Höhe der kreuzenden Rue Riquet.

## Name
Den Namen gibt die Rue Riquet. Der Ingenieur Pierre-Paul Riquet (1604–1680) war der Erbauer des Canal du Midi, der im Südwesten Frankreichs den Atlantischen Ozean mit dem Mittelmeer verbindet.

## Geschichte und Beschreibung
Am 5. November 1910 ging der erste Abschnitt der Linie 7 von Opéra bis Porte de la Villette in Betrieb. Die Station Riquet wurde erst am 6. November 1910 eröffnet, bis dahin fuhren die Züge ohne zu halten durch.
Sie liegt unter einem elliptischen Gewölbe, die Decke und die im unteren Teil senkrechten Wände sind weiß gefliest. Mit 75 m weist sie die ursprüngliche Pariser Standardlänge, ausreichend für Fünf-Wagen-Züge, auf. Die beiden Streckengleise werden von zwei Seitenbahnsteigen flankiert.
Der einzige Zugang befindet sich in einem Eckhaus an der o. g. Kreuzung. Damit gehört der U-Bahnhof zu den wenigen Métrostationen, die eine Anschrift haben: 19, rue Riquet.
Zwischen 1911 und 1967 teilte sich die Linie 7 ab dem U-Bahnhof Louis Blanc, wobei die von Süden kommenden Züge abwechselnd einen der beiden Äste befuhren. Die Station Riquet wurde daher nur von jedem zweiten Zug der Linie angefahren. Dieser Zustand dauerte bis zum 3. Dezember 1967, als der östliche Ast zur eigenständigen Linie 7bis wurde.

## Fahrzeuge
Auf der Linie 7 verkehren konventionelle Züge, die auf Stahlschienen laufen. Bis 1971 waren es grün lackierte Fahrzeuge der Bauart Sprague-Thomson, die für die folgenden acht Jahre durch die Baureihe MF 67 abgelöst wurden. 1979 wurden diese durch Fünf-Wagen-Züge der Baureihe MF 77 ersetzt.